# 신카미고토정
신카미고토정(일본어: 新上五島町)은 일본 나가사키현 고토 열도의 나카도리섬, 와카마쓰섬과 그 주위의 섬을 관할하는 미나미마쓰우라군의 정이다.

## 지리
고토 열도의 주요 섬 5개 가운데 북동단의 나카도리섬과 그 남서쪽의 와카마쓰섬을 주 관할로 한다. 그 주변부에 유인도 5개, 무인도 60개를 포함하고 있다. 나카도리섬과 가시라가섬은 1981년에 가시라가시마 대교로 연결되었고 나카도리섬과 와카마쓰섬은 1991년에 와카마쓰 대교로 연결되었다.

### 인접한 자치체
※모두 바다를 사이에 두고 인접하고 다리 등은 놓여 있지 않다.
- 고토시
- 기타마쓰우라군 오지카정
- 사이카이시

## 역사
- 2004년 8월 1일 - 아리카와정·가미고토정·와카마쓰정·신우오노메정·나라오정이 신설 합병해 신카미고토정이 탄생하였다.

## 산업
주택지 주변에서는 농업이 이루어져 귤 재배가 활발하다. 북부는 오무라만에서 어업도 행해지고 있어 해삼이나 굴 등이 어획된다.

## 교통

### 도로
- 국도 384호선